# عباس وفایی
عباس وفایی (زادهٔ ۱۳۳۶ در ساری - درگذشت ۱ تیر ۱۳۹۳) بازیگر تئاتر، سینما و تلویزیون اهل ایران بود.

## زندگی‌نامه
عباس وفایی در سال ۱۳۳۶ در ساری زاده شد. از سال ۱۳۵۰ فعالیت خود را در تئاتر آغاز کرد و در سال ۱۳۷۳ به جمع هنرمندان رادیو پیوست. وی در نمایش‌های رادیویی متنوعی به عنوان بازیگر حضور داشته است. وفایی همچنین در آثار تلویزیونی و سینمایی گوناگونی به ایفای نقش پرداخته و آخرین نقش‌آفرینی او در سریال «مختارنامه» به کارگردانی داوود میرباقری بوده است. وفایی در «مختارنامه» در نقش خادم عبدالله بن زبیر به ایفای نقش پرداخته است. وفایی پس از بازی در سریال «امام علی (ع)» همبازی داریوش ارجمند در سریال شیخ مفید شد. وی در تاریخ یکشنبه، ۱ تیر ۱۳۹۳ درگذشت.

## فیلمشناسی

### سینمایی
- مومیایی ۳ (۱۳۷۸)
- مرد عوضی (۱۳۷۶)
- جای امن (۱۳۷۲)

### تلویزیون
- مختارنامه در نقش خادم عبدالله بن زبیر
- امام علی
- صید در پی صیاد
- شیخ مفید

## بن‌مایه
1. ↑  «پیکر عباس وفایی در قطعه هنرمندان آرام گرفت». ایسنا.

- عباس وفایی در بانک جامع اطلاعات سينماى ايران